# Little Joe (film)
Little Joe è un film del 2019 diretto da Jessica Hausner.
Il film è stato presentato in concorso al Festival di Cannes 2019, dove ha vinto il premio per la miglior attrice, andato a Emily Beecham.

## Trama
Alice Woodard, madre single ed esperta coltivatrice di piante presso una società impegnata nello sviluppo di nuove specie, ha progettato uno speciale fiore cremisi, notevole non solo per la sua bellezza ma anche per il suo valore terapeutico: se mantenuta alla temperatura ideale, nutrita in modo adeguato e se le si parla regolarmente, questa pianta rende felice il suo proprietario. Contro la politica aziendale, Alice ne porta a casa una in regalo al figlio adolescente Joe e insieme la battezzano "Little Joe". Ma man mano che la loro pianta cresce aumenta anche il sospetto di Alice che la sua nuova creazione potrebbe non essere così innocua come suggerisce il suo soprannome.

## Promozione
Il primo trailer del film viene diffuso il 28 ottobre 2019.

## Distribuzione
Il film è stato presentato in anteprima il 17 maggio 2019 alla 72ª edizione del Festival di Cannes. È stato distribuito nelle sale cinematografiche austriache dal 1º novembre 2019 con Filmladen, in quelle tedesche dal 9 gennaio 2020 con X Verleih AG, in quelle britanniche dal 21 febbraio 2020 con BFI Distribution., e in quelle italiane dal 20 agosto 2020 con Movies Inspired.

## Riconoscimenti
- 2019 - Festival di Cannes
  - Prix d'interprétation féminine a Emily Beecham
  - In competizione per la Palma d'oro